# История аниме
История аниме корнями уходит к началу XX столетия, когда японцы стали проявлять заметный интерес к иностранным техникам создания анимационных фильмов.
Несмотря на то, что эксперименты с анимацией проводились в Японии и до этого, первым заметным творением, относимым к аниме, стал показ «Легенды о Белой Змее», мультфильма студии Toei. Первый аниме-сериал Otogi Manga Calendar выпустила студия Otogi. Он представлял собой чёрно-белые исторические мультфильмы. В 1963 году Осаму Тэдзуки, прозванный «Богом манги», основал студию Mushi Productions и выпустил свой первый аниме-сериал Tetsuwan Atom. Это стало началом бума аниме.
В течение 1970-x годов аниме активно изменялось, разрывая связи со своими иностранными прародителями и рождая новые жанры, такие, как меха. Появлялись такие произведения, например, как Lupin III или Mazinger Z. Многие известные режиссёры, в частности Хаяо Миядзаки, Осаму Дэдзаки, Ёсиюки Томино, Мамору Осии, и Ёсиаки Кавадзири, начинали свою карьеру в эти годы.
К 1980-м годам аниме и манга широко распространились в Японии, и переживали свой так называемый «Золотой век». Были выпущены первые сериалы из цикла Gundam, начала свой путь к вершине Румико Такахаси. В 1988 году полнометражный фильм «Акира» установил рекорд бюджета аниме (~10 млн долларов — в показатель включены затраты на производство и маркетинговые расходы) и создал совершенно новый стиль анимации.
1990-е и 2000-е годы стали временем широкого признания аниме за пределами Японии. «Акира», «Манускрипт ниндзя» 1993 года и вышедший в 1995 году «Призрак в доспехах» получили известность по всему миру. Полнометражный аниме-фильм «Принцесса Мононоке» 1997 года собрал 177 миллионов долларов (по другим данным — 228 миллионов), его показатели превзошли «Унесённые призраками» 2001 года, «Твоё имя» 2016 года, «Судзумэ, закрывающая двери» 2022 года и «Мальчик и птица» 2023 года. Рекорд в 507 миллионов долларов установил фильм «Истребитель демонов: Поезд „Бесконечный“» 2020 года.
Многократно возросло число как поклонников аниме, так и зрителей, смотрящих его от случая к случаю. В то же время в Японии продолжали совершенствоваться технологии создания и отрисовки аниме: студии переходили на компьютерную графику, активно применяя трёхмерную анимацию. Из детских мультипликационных фильмов начала XX века японская анимация превратилась в культуру, творящую разнообразные, серьёзные и забавные, эмоциональные и наивные, предназначенные для подростков, детей и взрослых произведения.

## Истоки
Старейшее известное аниме, найденное в 2005 году, было создано около века назад — приблизительно в 1907 году. Короткий мультфильм под названием «Кацудо сясин» состоял из пятидесяти нарисованных на ленте целлулоида кадров. Изображённый на них мальчик рисует иероглифы 活動写真, означающие «движущиеся фотографии» и использующиеся в то время для обозначения слова «кино», затем поворачивается к зрителю, снимает шляпу и кланяется. Художник и автор этой анимации неизвестен. В 1917 году в Японии стали появляться первые анимационные фильмы. Их продолжительность составляла от одной до пяти минут. К числу первых японских мультфильмов относятся «Дэкобоко сингатё» («Новый альбом набросков») Дэкотэна Симокавы, «Сару кани кассэн» («Сражение краба и обезьяны»), «Тупой меч» (なまくら刀, Намакура гатана) (1917) и «Момотаро» (1918) Сэйтаро Китаямы. Произведения первой четверти XX века, в основном, создавались энтузиастами, которые вдохновлялись творениями своих иностранных коллег. Иногда сюжеты и герои таких аниме были заимствованы из западной культуры, но чаще это были экранизации старинных японских сказок. Длительность отдельных мультфильмов периода 1920-х годов могла достигать 15-ти минут. В 2024 году было найдено аниме «Гигиена полости рта» (口腔衛生) продолжительностью 8,5 минут, снятое примерно в 1923 году и приписываемое Сэйтаро Китаяме.
По различным причинам большая часть произведений этих лет к настоящему времени оказалась утрачена. Известно, однако, что некоторые из них демонстрировались на публике и даже собирали деньги в кинотеатрах. В эпоху немого кино творили такие аниматоры, как Дэкотэн Симокава, Дзюнъити Коти, Сэётаро Китаяма, Санаэ Ямамото (чей мультфильм «Гора Обасутэ» считается старейшим известным именованным аниме), Ясудзи Мурата и мастер анимации теней, Нобору Офудзи. Большинство из них работало в домашних условиях, хотя их и поддерживали владельцы кинотеатров, покупая у них права на показы их творений. Их работы отличались простотой и понятностью, в связи с чем постепенно становились востребованы в обществе.
Второе поколение японских аниматоров появилось в предвоенный период. К этому времени японский фольклор в аниме уступил место новым сюжетам, часто юмористическим, в западном стиле. Анимация завоевала внимание широкой общественности и интерес государства; в частности, была популярна американская анимация. Министерство образования Японии оказывало финансовую поддержку аниматорам, так как на первых порах аниме использовалось в школах в качестве вспомогательного учебного материала. Со временем этот жанр стал востребован и в других сферах: наука, реклама, политика. В эти годы были приняты первые законы, ограничивающие аудиторию произведений — некоторые аниме были признаны пригодными к демонстрации только лицам старше 15 лет.
На аниме также отражалась общая политическая и социальная обстановка в Японии. В 1930-х годах была усилена политическая цензура. В 1932 году Кэндзо Масаокой была создана студия Masaoka Film Production, которая занималась только созданием анимации. В 1933 году на ней был снят первый звуковой мультфильм под названием Chikara to onna no yononaka. Одной из первых ласточек наступающего милитаризма стал вышедший в 1934-м году 11-минутный мультфильм Ясудзи Мураты Norakuro (яп. のらくろ Норакуро, «Ефрейтор Норакуро»), снятый по мотивам одноимённого комикса о невезучем псе, попавшем рядовым в армию зверей. После вторжения Японии в Китай в 1937-м году были приняты первые законы о цензуре, которые существенно упростили контроль над производимой продукцией. В предвоенные годы появилось большое количество пропагандистских аниме, снятых по заказу военных. Целью таких фильмов была агитация патриотизма и национализма среди японской молодёжи.
В преддверии разразившейся Второй мировой войны начал меняться и стиль аниме. Аниме не должно было напоминать западные мультфильмы. В 1942 году в Токио на закрытом показе были продемонстрированы американские фильмы «Унесённые ветром» и «Белоснежка и семь гномов». Мультфильм, будучи цветным, произвёл сильное впечатление на зрителя. Японское правительство решило финансировать создание первого японского полнометражного мультфильма агитационного содержания и поручило Мицуё Сэо собрать для этой цели команду аниматоров. Таким образом, в 1943 году в свет вышел 37-минутный анимационный фильм Momotaro no Umiwashi (яп. 桃太郎の海鷲 Момотаро но умиваси, «Момотаро — морской орёл»), сюжет которого воспроизводит нападение японцев на Пёрл-Харбор. В 1945 году Сэо снял продолжение — Momotarou: Umi no Shinpei (яп. 桃太郎 海の神兵 Момотаро: Уми но симпэй, «Момотаро — божественный моряк»), повествовавшее о команде сильных бесстрашных зверей, освобождавших Индонезию и Малайзию от дьявольских рогатых пришельцев, символизировавших американские войска. Данный мультфильм произвёл впечатление на молодого Осаму Тэдзуку, который после ознакомления с ним решил стать аниматором.

## 1950—1960-е годы. Toei Animation и Mushi Production
После окончания войны экономика Японии находилась в упадке. Несмотря на то, что цензура и государственное участие в создании анимации были практически сведены к нулю, сколь-либо заметных произведений не появлялось практически десять лет. Реализуя план послевоенного преобразования Японии, американцы стали, в частности, массово ввозить свою кинопродукцию на её территорию (в начале 1950-х годов, после завершения оккупации, анимационные фильмы стали закупаться японскими прокатчиками уже на добровольной основе), вследствие чего японская аудитория получила возможность ознакомиться со многими популярными американскими мультфильмами того времени, например, о Микки Маусе, Дональде Даке и Супермене. Техническое превосходство американских фильмов поразило японских аниматоров, осознавших необходимость создания крупных анимационных студий по американскому образцу. Первыми такими студиями стали «Ниппон дога» и «Тохо эйга». «Ниппон дога» была основана Масаокой Кэндзо и Ямамото Санаэ. На этой студии начал свою карьеру режиссёр Ясудзи Мори. Небольшие студии более не могли обслуживать запросы публики, а крупные компании не возникали из-за рискованности предприятия и тяжёлого экономического положения в стране.
Ситуация изменилась с появлением в 1956 году Toei Animation (входившей в состав японской кинокомпании Toei и до 1998 года известной под названием Toei Doga), созданной Хироси Окавой после приобретения «Ниппон дога». Первым фильмом студии стал чёрно-белый короткометражный мультфильм «Каракули котенка» (яп. こねこのらくがき Конэко но ракугаки), а в 1958 году Toei Doga выпустила свой первый полнометражный цветной аниме-фильм под названием «Легенда о Белой Змее» (яп. 白蛇伝 Хакудзядэн), оказавший серьёзное влияние на будущего аниматора Хаяо Миядзаки. Возникновение Toei ознаменовало собой начало нового периода в развитии аниме — периода профессионального творчества. Первые полнометражные фильмы студии очень близко следовали канонам произведений Диснея: сюжеты были основаны на народных сказках, использовались музыкальные и песенные вставки, а наравне с людьми в фильмах фигурировали животные, оказывающие поддержку главным героям. Вместе с тем студия с первых лет существования была ориентирована на создание аниме-сериалов. Третьим крупным проектом студии Toei Doga стал фильм «Путешествие на Запад» (яп. 西遊記 Сайю:ки) режиссёра Тайдзи Ясубиты, созданный по мотивам манги уже известного на тот момент художника Осаму Тэдзуки.  Компания существует и до сих пор, оставаясь самой старой известной японской анимационной студией.
Значительным вкладом ранней Toei в современное аниме стало использование «ключевых сцен». Широко используемый сегодня метод сокращения затрат на анимацию состоит в том, что отдельные, значительные в визуальном смысле кадры прорисовываются с гораздо большей детализацией, чем общий поток видео. Ясуо Оцука, аниматор из Toei, первым стал использовать этот приём, создав его в процессе экспериментов по упрощению работы над мультипликацией.
В ранних аниме-сериалах 60-х годов было популярно изображать героического ребёнка или подростка, который обладает сверхчеловеческими силами и борется со злом. При этом он обязательно находит поддержку со стороны обычных людей — профессора и новых друзей-детей. Типичным примером могут послужить: Space Ace, Prince Planet, Dolphin Oji, Astro Boy и другие.
Существенное влияние на развитие японской анимации в 1960-е годы оказало широкое распространение телевидения в стране. В 1963 году Осаму Тэдзука, известный японский художник, автор ряда популярной манги, начал выпускать на своей студии Mushi Productions, созданной им в 1961 году, свой первый анимационный чёрно-белый телесериал Tetsuwan Atomu (яп. 鉄腕アトム, англ. Astro Boy, рус. «Могучий Атом»), с которого принято начинать историю японских аниме-сериалов. Однако он не был первым аниме-сериалом на японских телеэкранах — таковым был Otogi Manga Calendar, выпускавшийся с 1962 года. Тем не менее именно в Tetsuwan Atomu впервые использовался сквозной сюжет и постоянные персонажи, с которыми на протяжении сюжета происходили определённые изменения — они появлялись, исчезали, взрослели, старели. Tetsuwan Atomu стал одним из первых аниме-сериалов, продемонстрированных по американскому телевидению. Произведения Тэдзуки на телеэкранах мгновенно обрели ту же популярность, что и их манга-прототипы, и вдохновили других художников на создание телевизионных сериалов — к 1963 году на территории Японии было создано ещё четыре анимационных студии. Сам Тэдзука благодаря своему аниме, ставшему широко известным, получил прозвище «Бог манги».  В 1964 году была основана Tokyo Movie Shinsha, ставшая одной из крупнейших японских анимационных студий. В 1965 году начал выпускаться первый цветной мультсериал студии Mushi Productions под названием Jungle Taitei (яп. ジャングル大帝, англ. Kimba the White Lion), сюжет которого лёг в основу выпущенного позднее диснеевского мультфильма «Король Лев». В 1966 году Toei Doga выпустила свой первый сёдзё-сериал под названием Mahoutsukai Sally (яп. 魔法使いサリー Махо:цўкай Сари:, рус. «Ведьма Салли») по мотивам манги Мицутэру Ёкоямы «Ведьма Санни»; данное аниме также является первым в жанре махо-сёдзё. Выпущенный в 1969 году сериал Himitsu no Akko-chan (яп. ひみつのアッコちゃん Химицу но Акко-тян, рус. «Секрет Акко-тян») определил каноны жанра «махо-сёдзё» — обычная девочка обретает волшебные силы благодаря определённому предмету и отправляется помогать людям; обычно её поддерживает некое животное, также обладающее волшебными силами. По различным причинам героиня вынуждена скрывать свои способности от окружающих. Оба сериала имели значительный успех в Японии.
В 1968 году был выпущен полнометражный анимационный фильм режиссёра Исао Такахаты под названием Taiyo no Ouji Horus no Daibouken, в работе над которым принимали участие Хаяо Миядзаки и Ясудзи Мори. Хотя фильм приобрёл популярность у зрителей (особенно у студентов), руководители студии Toei Doga обвинили Такахату в небольших кассовых сборах за первое время проката, после чего он был понижен в должности. Данный фильм считается первым, над которым Миядзаки и Такахата работали вместе.
Для аниме поздние 1960-е годы ознаменовались экспериментами с формой и содержанием. К тому времени в анимации установился канон жанра сёнэн — мальчик, обладающий необычными способностями, имеет цель и для её достижения применяет свои способности, а в процессе преодоления испытаний взрослеет. Тэдзука, сторонник идеи о создании комиксов и анимации для различных возрастов, создал несколько фильмов, ориентированных на взрослую аудиторию: это были «Тысяча и одна ночь» (1969), «Клеопатра» (1970) и «Печальная Беладонна» (1973). «Беладонна» оказалась среди них самым необычным произведением — многие считают, что этот фильм даже стал идейным вдохновителем известного современного аниме Revolutionary Girl Utena (1997). Также в 1971 году был начат телепоказ первого «взрослого» телесериала, Lupin III. К концу 1960-х были сформированы каноны и других жанров аниме, позднее получивших развитие: меха-сэнтай (Cyborg 009), спокон (Kyojin no Hoshi и Attack No. 1), мистика (Humanoid Monster Bem), научная фантастика, повседневность, пародия, комедия, история. Также в 1969 году в свет вышли два анимационных фильма, ставших классикой жанра кодомо и приобретших популярность в России: «Кот в сапогах» и «Летающий корабль-призрак». Произошло чёткое разделение аниме по половому признаку.
Также конец 60-х годов считается периодом перехода из чёрно-белой анимации в цветную. Одним из первых цветных аниме-сериалов стал Dolphin Oji, который, однако, не завоевал большую популярность. Ранее разработчики хотели выпустить чёрно-белую версию, но остановили разработки на четвёртой серии, вскоре выпустив цветную версию.

## 1970-е годы
На протяжении следующей декады телевидение медленно, но верно вытесняло кинотеатры с позиций наиболее популярного развлечения. К тому моменту аниматоры уже имели большой опыт в своём деле, а индустрия аниме стала достаточно прибыльной. Расширились жанровые рамки анимационных сериалов, формировались также и новые жанры. Многие каноны телесериалов того времени получили развитие в дальнейшем. За пределами Японии аниме практически не распространялось. Обычная продолжительность анимационных сериалов тех лет составляла приблизительно 20—30 серий, однако во многом она зависела от популярности конкретного аниме. Toei Animation постепенно оставила создание стилизованных под Диснея мюзиклов и переключилась на производство телесериалов. Аниматоры, работавшие на Mushi Production, разошлись по вновь созданным студиям вроде Madhouse или Sunrise после того, как Mushi внезапно обанкротилась. Такое перераспределение талантов в целом позитивно сказалось на индустрии аниме, поскольку позволило молодым аниматорам занять ключевые позиции в студиях и впоследствии довольно-таки свободно экспериментировать с производимыми фильмами.
Примером тому может стать телесериал 1974-го года Heidi Исао Такахаты. Будучи довольно реалистичной драмой, рассчитанной на детей, сериал поначалу был отвергнут многими телесетями — продюсеры считали, что детям будет интересно что-нибудь более фантастичное, с элементами сказки. Heidi тем не менее оказался невероятно популярен не только в Японии, но и за её пределами — во многих странах Европы. Неожиданный успех сериала дал Миядзаки и Такахате возможность заняться созданием литературного аниме World Masterpiece Theatre («Театр мировой классики»). Сериал успешно просуществовал до середины 1990-х годов, хотя Такахата и Миядзаки через несколько лет оставили проект.
Основную часть зрительской аудитории составляли дети, для которых и создавалась бо́льшая часть аниме. Основными героями сериалов для детей обычно становились персонажи известных детских художественных произведений или разумные животные. Немалое влияние на детское аниме оказала созданная в 1975 году студия Nippon Animation, выпустившая в тот период значительное количество кодомо-сериалов, среди которых Flanders no Inu (яп. フランダースの犬 Фуранда:су но ину, рус. «Фландрийский пес») (1975), «Приключения пчёлки Майи» (яп. みつばちマーヤの冒険 Мицубати Ма:я но бо:кэн) (1975—1976), Piccolino no Bouken (яп. ピコリーノの冒険 Пикорино но бо:кэн, рус. «Приключения скорее Пикколино, чем Пиноккио») (1976—1977), Araiguma Rascal (яп. あらいぐまラスカル Арайгума Расукару, рус. «Енот по имени Раскал») (1977) и др. Одним из наиболее популярных и вместе с тем самых длительных аниме стал сериал «Дораэмон» (яп. ドラえもん), сюжет которого повествует о приключениях мальчика по имени Нобита и пришедшего из будущего кота-робота Дораэмона. Успеху данного сериала способствовали оригинальные авторские задумки касательно фантастических приспособлений, дизайн персонажей (позднее ставший известным под названием «супердеформация»), а также простота и понятность затронутых в сюжете проблем.
| «          | Я хотел создать что-то иное, и я подумал, что это будет интересно иметь робота, которым можно управлять так же, как автомобилем | » |
| — Го Нагаи | |   |

В эти же годы возник ещё один специфический, принципиально новый для аниме жанр, меха (сериалы о гигантских фантастических роботах). Основу данного жанра заложил Го Нагаи. Ранние работы, относимые к нему, включают Mazinger Z (яп. マジンガーＺ Мадзинга: Дзэтто) (1972—1974), Science Ninja Team Gatchaman (яп. 科学忍者隊ガッチャマン Кагаку ниндзятай Гаттяман, рус. «Команда учёных-ниндзя „Гатчаман“») (1972—1974) и Mobile Suit Gundam (яп. 機動戦士ガンダム Кидо: сэнси Гандаму, рус. «Мобильный воин Гандам») (1979—1980). Девушки в этих аниме обычно исполняют роль «боевых подруг». В сериале Science Ninja Team Gatchaman впервые закрепилась концепция команды из пяти героев, обладающих уникальными способностями. Творения Го Нагаи, в том числе и Mazinger Z, стали классикой жанра меха. Японская аудитория поначалу равнодушно приняла аниме Gundam, однако в дальнейшем его популярность росла, и к началу 1980-х годов он приобрёл статус культового аниме и оказал глубокое влияние на жанр меха. Взросление научной фантастики в аниме привело к смещению акцента сериалов с похождений супергероев на более реалистичные и проработанные космические оперы, где понятия добра и зла уже не были так картинно-прямолинейны. Характеры персонажей прорабатывались более глубоко, что позволяло рассматривать одни и те же проблемы с разных точек зрения. Одним из научно-фантастических произведений с романтическим уклоном стал телесериал Space Battleship Yamato (1974—1975) режиссёра Лэйдзи Мацумото. В основу характеров персонажей данного аниме была заложена концепция европейского романтизма XIX века, они имели сходство с творчеством Александра Дюма и Фенимора Купера. Дизайны космических кораблей в сериале были выполнены в ретро-стиле и имели внешнее сходство с японскими военными кораблями времён Второй мировой войны. В последующих фантастических сериалах ретро-стилистика также имела место.
В период 1970-х годов продолжали выпускаться сериалы жанра махо-сёдзё, которые имели частичные, а порой и значительные отклонения от установленных стандартов: Mahou no Mako-chan (яп. 魔法のマコちゃん Махо: но Мако-тян, рус. «Волшебница Мако») (1970—1971), Cutey Honey (яп. キューティーハニー, рус. «Милашка Хани») (1973—1974), Majokko Megu-chan (яп. 魔女っ子メグちゃん Мадзёкко Мэгу-тян, рус. «Кудесница Мэг») (1974—1975). Так, главной героиней сериала Mahou no Mako-chan была уже взрослая девушка, а не девочка; сюжет сериала в основном фокусировался на любовной истории главной героини, а не на магии, которой она обладает. Сериал Cutey Honey предназначался уже не для девушек, а для юношей. В данном аниме практически не затрагивалась тема любви, а его сюжет содержал множество элементов научной фантастики. В аниме Majokko Megu-chan присутствует эротический юмор.
Снимались также сериалы, главных персонажей которых можно охарактеризовать как «антигероев». Таковыми стали Ashita no Joe (яп. あしたのジョー Асита но Дзё:, рус. «Завтрашний Джо») (1970—1971), Lupin III (яп. ルパン三世 Рупан Сансэй, рус. «Люпен III»), Devilman (яп. デビルマン Дэбируман, рус. «Человек-демон»). Протагонистом Ashita no Joe стал хулиган и преступник Джо Ябуки, усилиями пожилого тренера ставший профессиональным боксёром. Предметом широкого обсуждения стало необычное для аниме окончание данного сериала. Главным героем Lupin III стал вор Арсен Люпен III. Полнометражный фильм «Замок Калиостро», являющийся продолжением Lupin III, до 1984 года (когда был снят фильм «Навсикая из Долины ветров») назывался читательской аудиторией журнала Animage «лучшим фильмом в истории аниме». В Devilman была спроектирована неоднозначная ситуация, когда герой для победы над демоном должен был стать демоном сам.
Во второй половине 1970-х годов на экраны вышли два телесериала, которые оказали ключевое влияние на развитие жанра сёдзё: «Кэнди-Кэнди» (яп. キャンディ・キャンディ Кянди Кянди) (1976—1979), созданный студией Toei Doga, и Versailles no Bara (яп. ベルサイユのばら Бэрусайю но бара, рус. Роза Версаля) (1979—1980) студии TMC. В «Кэнди-Кэнди» были сформированы многие архетипы персонажей сёдзё-сериалов и мотивы развития сюжетной линии, нашедшие отражение в последующих произведениях. Концепция перемещения персонажей в другую эпоху, однако, развития не получила. Сериал Versailles no Bara режиссёров Тадао Нагахамы и Осаму Дэдзаки отличается высокой исторической точностью (единственным вымышленным персонажем в нём является девушка Оскар) и считается одним из лучших исторических аниме. Оскар — капитан дворцовой стражи, которая одевается в мужскую одежду и ведёт себя как юноша. Главная героиня не является японкой, так как для японской девушки такое поведение считалось недопустимым, а действие произведения разворачивается не в Японии, а во Франции.
В течение 1970-х годов аниме начало постепенно проникать в западную культуру, однако зачастую оно было не переведено на соответствующие языки, либо перевод осуществляли поклонники. Те же аниме, которые транслировались по телевидению, обычно подвергались монтажу, так как компании-дистрибьюторы надеялись таким образом сделать сериалы более понятными для неяпонской аудитории. Поклонники часто были недовольны трудностями в приобретении соответствующей продукции. В 1977 году в США был организован первый клуб поклонников японской анимации.

## 1980-е годы. Золотой век аниме
Период 1980-х годов принято называть «Золотым веком аниме». Среди подростков, родившихся в 1960-х годах и уже знакомых с аниме, возник спрос на более серьёзные произведения, отвечающие их интересам. Благодаря деятельности как молодых аниматоров, так и профессионалов в своём деле аниме-индустрия стала частью не только японской, но и мировой культуры. Развивался также рынок любительских художественных произведений. Впоследствии некоторые его участники (например, группа CLAMP и студия Gainax) сами формировали серьёзные коммерческие объединения.
К моменту появления на экранах Space Battleship Yamato и Mobile Suit Gundam происходило зарождение субкультуры отаку (в Японии под данным термином понимается преданный поклонник чего-либо, а за её пределами — поклонник аниме и манги), которая в дальнейшем оказала существенное влияние на развитие индустрии аниме. В начале 1980-х годов в свет вышли сериалы аналогичного жанра, среди которых аниме Waga Seishun no Arcadia (яп. わが青春のアルカディア Вага сэйсюн но Арукадиа, рус. «Аркадия моей юности») (1982), снятое по мотивам произведений Лэйдзи Мацумото, Uchuu Taitei God Sigma (яп. 宇宙大帝ゴッドシグマ Утю: Тайтэй Годдо Сигума, рус. «Космический император-бог Сигма») (1980—1981), Uchu Senshi Baldios (яп. 宇宙戦士バルディオス Утю: сэнси Барудиосу, рус. «Космический воин Балдиос) (1980—1981), Hyakujuu Ou Golion (яп. 百獣王ゴライオン Хякудзю о: Горайон, рус. «Повелитель ста зверей Голион) (1981—1982). В тот же период был выпущен аниме-сериал Chou Jikuu Yousai Macross (яп. 超時空要塞マクロス Тё дзику ёсай Макуросу, рус. «Гиперпространственная крепость Макросс»), который изначально задумывался как пародия на уже существующие космические оперы, однако сам вошёл в число популярных произведений данного жанра и внёс ряд изменений в каноны жанра меха-сэнтай. Введение в сюжетную линию персонажа Линн Минмэй, популярной певицы, было обусловлено ростом популярности японской поп-музыки среди молодых людей. Песня «Помнишь ли нашу любовь?» в исполнении Мари Идзиды (сэйю Минмэй) занимала призовые места в хит-парадах японской музыки. Поначалу немногочисленные, поклонники редких космических сериалов тех времён и научной фантастики объединялись, находя друг друга по совместным увлечениям и через первые аниме-журналы, такие, как Animage или более поздний Newtype. Само возникновение таких журналов стало откликом на возрастающую популярность аниме во всех слоях населения.
Первые поклонники аниме появлялись также и в других странах, а сама японская анимация начала постепенное вхождение на мировой рынок. Некоторые популярные аниме были импортированы в США и показаны по телевидению (изначально с субтитрами, а позднее в дубляже). Расхожей практикой того времени была переработка сериала перед показом: так, Gatchaman после первой обработки превратился в Battle of the Planets (1978), вторая же сделала из него G-Force (1986). Знаковый Space Battleship Yamato вышел в Америке в 1979 как Star Blazers. Сериал Robotech (1985) был скомпонован из трёх различных аниме — The Super Dimension Fortress Macross, Super Dimension Cavalry Southern Cross и Genesis Climber Mospeada. На этих исправленных и дополненных версиях японских сериалов и росло первое поколение американских отаку.
В начале 1980-х годов создавались сериалы в жанре «фантастической комедии». Одним из первых сериалов данного жанра стал Dr. Slump (яп. Dr. スランプ Докута: Сурампу, рус. «Доктор Сламп») (1981—1986), снятый по манге Акиры Ториямы и повествующий о приключениях сумасшедшего учёного Слампа и созданной им механической девушки Арале. В 1982 году в свет вышла одноимённая экранизации манги Румико Такахаси Urusei Yatsura (яп. うる星やつら Урусэй яцура, рус. «Несносные пришельцы») (1981—1986), режиссёром которой выступил Мамору Осии. Она во многом определила сюжетные линии последующих романтических комедий и характеры героев произведений данного жанра, в частности, наличие в сюжетной линии любовного треугольника. В тот период вышли также романтическая комедия с элементами мистики Tokimeki Tonight (яп. ときめきトウナイト Токимэки то:найто, рус. «Ночные страсти») (1982—1983) и фантастическая комедия Dirty Pair (яп. ダーティペア Да:ти пэа, рус. «Грязная парочка») (1985), главные героини которого стали классическим дуэтом девушки-сорвиголовы и её спокойной подруги. В подобных сериалах основную роль играл юмор, а не реалистичность окружения. Продолжали также выходить аниме-сериалы жанра махо-сёдзё. В начале 1980-х годов вышли в свет такие сериалы, как Mahou Shoujo Lalabel (яп. 魔法少女ララベル Махо: сё:дзё Рарабэру, рус. «Юная волшебница Лалабель») (1980—1981), Mahou no Princess Minky Momo (яп. 魔法のプリンセス ミンキー モモ Махо: но пуринсэсу Минки: Момо, рус. «Принцесса-волшебница Минки Момо») (1982—1983) и Maho no Tenshi Creamy Mami (яп. 魔法の天使クリィミーマミ Махо: но тэнси Курими Мами, рус. «Волшебный ангел Крими Мами») (1983—1984). Одной из отличительных черт аниме Mahou no Princess Minky Momo стала смерть главной героини, не имевшая места в более ранних аналогах. В Maho no Tenshi Creamy Mami главная героиня Ю Морисава могла превращаться из 10-летней девочки в 16-летнюю девушку, являющуюся популярной певицей; сюжеты с поп-звёздами были обусловлены тогдашними устоями японского шоу-бизнеса. Сюжетная завязка, в которой маленькая девочка магическим образом превращается во взрослую и удачливую девушку, нашла отражение и в более поздних сериалах данного жанра.
С течением времени субкультура отаку начала оказывать заметное влияние на создание аниме. Некоторые из первых отаку сами становились режиссёрами и аниматорами, что не могло не сказаться на выпускаемой ими продукции, — например, компания Daicon Films, впоследствии ставшая студией Gainax. Основатели Gainax, будучи отаку, начали свою творческую карьеру с создания коротких аниме-фильмов для участия в конкурсе Daicon Scifi. Впоследствии ими же при финансовой поддержке компании Bandai был снят дорогостоящий фильм Ouritsu Uchuugun — Honneamise no Tsubasa (яп. 王立宇宙軍 オネアミスの翼 Орицу утю:гун — Онэамису но цубаса, рус. «Королевские космические силы — Крылья Хоннеамиз») (1987), а спустя год — дебютный проект режиссёра Хидэаки Анно Top o Nerae! Gunbuster (яп. トップをねらえ! Топпу о нэраэ, рус. «Стремись к вершине! Ганбастер»), сюжетная линия которого содержала множество шуток и пародий.
Активно снимались полнометражные анимационные фильмы. Наиболее известными стали детское аниме Unico (яп. ユニコ Юнико) (1981), научно-фантастический фильм Space Adventurer Cobra Gekijouban (яп. スペースアドベンチャー コブラ Супэ:су адобэнтя: кобура, рус. «Космические приключения Кобры») (1982) и Hadashi no Gen (яп. はだしのゲン Хадаси но Гэн, рус. «Босоногий Гэн») (1983). В 1982 году вышел малоизвестный фантастический боевик Future war 198X nen, сюжет которого повествовал о возможной Третьей мировой войне между США, Японией и СССР, и о романе русской девушки Тани и японца Сюна. В фильме Golgo 13 (яп. ゴルゴ13 Горуго Са:ти:н), снятом в 1983 году, были впервые применены компьютерные спецэффекты. В эти же годы был снят один из самых известных классических аниме-фильмов — Kaze no Tani no Nausicaa (яп. 風の谷のナウシカ Кадзэ но тани но Наусика, рус. «Навсикая из долины ветров») (1984). Режиссёр «Навсикаи», Хаяо Миядзаки и его напарник Исао Такахата получили возможность основать собственную студию под патронажем бывшего редактора Animage Тосио Судзуки, назвав её Studio Ghibli. Фильм Kamui no Ken (яп. カムイの剣 Камуи но кэн, рус. «Божественный меч») (1985) режиссёра Ринтаро укрепил новый стандарт качества полнометражной анимации. Его сюжет рассказывает о молодом воине, обвинённом в убийстве матери, который путешествует по миру, чтобы отомстить настоящим убийцам. Пик развития полнометражной анимации пришёлся на вторую половину 1980-х годов.
Эволюционировали и способы распространения аниме. Помимо традиционного показа сериалов по телевидению появилось отдельное направление сбыта, называемое OVA (англ. Original Video Animation, «анимация непосредственно для продажи на видео»). К середине 1980-х годов оно получило широкое распространение на рынке домашнего видео. OVA-произведения не показывались на телевидении, а сразу продавались на видеокассетах. Впоследствии они оказали существенное влияние на развитие аниме. Первым известным творением данного формата считается научно-фантастический видеосериал Dallos (яп. ダロス Даросу) (1983—1984), созданный под руководством Мамору Осии. Впоследствии OVA-произведения стали активно использовать для предварительной оценки произведения перед созданием его полнометражной или телеверсии. Многие известные сериалы, например, Patlabor, зарождались как OVA, но впоследствии получали телевизионные или кинопродолжения. С появлением OVA также связано возникновение первых целостных порнографических аниме, хентая, таких как Lolita (яп. ロリータアニメ Рори:та анимэ) (1984) и Cream Lemon (яп. くりいむレモン Кури:му Рэмон, рус. «Сливки первой ночи») (1984—1986) — до этого их авторов сдерживали рамки цензуры телевидения и кинотеатров. Второй сериал, сочетающий в себе эротику и пародию на популярную мангу и аниме, приобрёл значительную популярность, и благодаря высокому уровню продаж по его мотивам были сняты различные побочные OVA-серии; а слово «лимон» стало обозначать любительские пародии на сексуальную тематику.
К середине 1980-х годов в Японии уже существовало большое количество анимационных студий, а сама индустрия аниме пополнялась новыми мастерами. После выхода фильма «Навсикая из Долины ветров» интерес к полнометражным фильмам возрос как среди зрительской аудитории, так и среди аниматоров. В 1986 году вышли Tenkuu no Shiro Laputa (яп. 天空の城ラピュタ Тэнку: но сиро Рапюта, рус. «Небесный замок Лапута») режиссёра Хаяо Миядзаки, пародийный фильм Project A-Ko (яп. プロジェクトA子 Пуродзэкуто A-Ко) и фильм в жанре паропанк «Виндария». В дальнейшем производство аниме-фильмов сократилось, однако увеличился выпуск OVA-сериалов. В 1988 году произошло известное событие в истории полнометражной анимации — мангакой Кацухиро Отомо был снят фильм Akira по мотивам собственной манги. Благодаря техническому исполнению и запутанному сюжету данный фильм произвёл огромное впечатление на весь мир. В 1989 году Миядзаки выпустил полнометражный анимационный фильм Majo no Takkyuubin (яп. 魔女の宅急便 Мадзё но таккю:бин, рус. «Ведьмина служба доставки»), снятый по мотивам детской книги «Служба доставки Кики». Сам фильм представлял собой цельную историю о жизни ведьмы Кики, занимающейся доставкой почтовых посылок, тогда как книга являлась сборником отдельных рассказов о её жизни.
Во второй половине 1980-х годов выпуск научно-фантастических аниме пошёл на убыль, а среди японских анимационных лент преобладали произведения жанра киберпанк. Обычно в таких аниме изображался антиутопический мир будущего, которым управляет искусственный разум. В 1987 году в свет вышла OVA Black Magic M-66 (яп. ブラックマジック Буракку мадзикку, рус. «Чёрная магия М-66»), снятая по мотивам одноимённой манги Масамунэ Сиро, а также начался выпуск сериала Bubblegum Crisis (яп. バブルガムクライシス Бабуругаму Кураисису, рус. «Бабблгам кризис») (1987—1991), который сразу после выхода стал классикой жанра киберпанк. Год спустя были экранизированы ещё два произведения Сиро — Appleseed (яп. アップルシ－ド Аппуру си:до, рус. «Яблочное зёрнышко») и Dominion: Tank Police (яп. ドミニオン Доминион) (1988—1989), кроме того, начала выходить OVA под названием Kidou Keisatsu Patlabor (яп. 機動警察パトレイバ Кидо: кэйсацу Паторэйба, рус. «Мобильная полиция Патлейбор») (1988—1989), которая по жанровой принадлежности относилась и к киберпанку, и к меха-сэнтаю. Некоторые из созданных в то время анимационных телесериалов приобрели значительную популярность и были успешны в коммерческом плане. Таковыми стали Dragon Ball (яп. ドラゴンボール Дорагон Бо:ру, рус. «Жемчуг дракона») (1986—1989), Saint Seiya (яп. 聖闘士星矢 Сэйнто Сэйя, рус. «Святой Сэйя») (1986—1989), Kimagure Orange Road (яп. きまぐれオレンジ☆ロード Кимагурэ Орэндзи ро:до, рус. «Капризы Апельсиновой улицы») (1987—1988) и «Ранма ½» (яп. らんま½ Рамма нибун-но ити) (1989). Кроме того, зрительская аудитория начала проявлять интерес к сэйю, озвучивающим персонажей аниме, — после выхода «Ранма ½» Мэгуми Хаясибара стала одной из наиболее популярных актрис озвучивания. Поздние 1980-е годы стали для аниме временем высокобюджетных и экспериментальных произведений. В 1985-м при участии Ёситаки Амано вышел новый фильм Мамору Осии, Angel's Egg. Формат OVA также позволил опубликовать многие короткие нестандартные произведения, например, Take the X Train, Neo-Tokyo и Robot Carnival (все — 1987 года выпуска).
Кинокартины становились всё более амбициозными, раз за разом стараясь превзойти друг друга, и достигнуть высот популярности и значимости «Навсикаи». Среди самых заметных фильмов тех лет — «Ночь на Галактической железной дороге» (1985), «Повесть о Гэндзи» (1987) и «Могила светлячков» (1988), все основанные на известных произведениях японской литературы. Успех отдельных фильмов привёл к увеличению финансирования прочих проектов, и появлению таких высокобюджетных творений, как Arion (1986) и Mobile Suit Gundam: Char’s Counterattack (1988). Кульминацией затрат на создание аниме-лент стали два самых дорогостоящих на тот момент аниме-фильма: «Королевский десант» (1987) и «Акира» (1988).
Большая часть этих фильмов, однако, не окупилась в прокате. И «Акира», и Wings of Honneamise провалились по сборам во время своего первого показа в кинотеатрах. Кризис вложений, возникший вследствие таких удручающих результатов, стал причиной закрытия многих аниме-студий, другим же пришлось отказаться от экспериментов и вернуться к проверенным временем решениям и сюжетам. Одной из немногих безболезненно перенесла спад финансирования Studio Ghibli, с завидным постоянством выпуская пользующиеся успехом фильмы. Очередная их лента, «Ведьмина служба доставки», вышедшая в 1989-м, заняла первое место по кассовым сборам в том году, собрав более 40 миллионов долларов за время показа в кинотеатрах.
Несмотря на провал в японском прокате фильма «Акира», за пределами страны его ждал успех. Будучи показан во многих странах Европы и Америки, фильм стал весьма популярен, и даже до некоторой степени представлял собой на Западе японскую анимацию тех лет. Со смертью же Осаму Тэдзуки в 1989 году, финансовым кризисом и увеличением международного интереса к аниме, период, называемый «золотым веком» принято считать законченным.

## 1990-е годы
К началу 1990-х годов стилистика аниме претерпела изменения. Оно стало более изящным, и при этом производители увеличили средства на его создание. Широкое распространение получил стиль «каваий». Одним из первых сериалов в этом стиле стало аниме Fushigi no Umi no Nadia (яп. ふしぎの海のナディア Фусиги но уми но Надиа, рус. «Надя с загадочного моря») (1990—1991) режиссёра Хидэаки Анно, сюжет которого частично опирался на романы Жюля Верна «20 000 лье под водой» и «Пять недель на воздушном шаре». В 1991 году вышел ещё один OVA-сериал 3×3 Eyes режиссёра Дайсукэ Нисио. В данном аниме имеет место полная зависимость главного героя Якумо от девушки Пай, которая вернула ему жизнь — в японской культуре подобное положение дел считается позором для мужчины. В 1992 году выходит OVA Bannou Bunka Nekomusume (яп. 万能文化猫娘 Банно: бунка нэко мусумэ, рус. «Современная универсальная девушка-кошка») (1992—1994), главной героиней которого является девушка-андроид Нуку-Нуку, созданная для защиты главного героя Рюносукэ. Героинь 3×3 Eyes и Bannou Bunka Nekomusume озвучивала Мэгуми Хаясибара. Появился также новый вид — аниме, созданное по мотивам игр.
В начале 1990-х годов в Японии возрос интерес к произведениям жанра фэнтези. Так, режиссёр Акинори Нагаока и студия Madhouse создали аниме Record of Lodoss War (яп. ロードス島戦記 Ро:досу то: Сэнки, «Летопись войн острова Лодосс») (1990—1991) по мотивам романа Рё Мидзуно. Мир данного художественного произведения был создан под влиянием творчества Джона Р. Р. Толкина и японских легенд о древних героях и чудовищах. Внешность эльфийки Диидлит стала образцом облика эльфа в манге и аниме. С 1991 года начали выходить в свет фильмы серии Arslan Senki (яп. アルスラーン戦記 Арусура:н Сэнки, «Летопись войн Арслана») (1991—1995), созданные по мотивам романов Ёсики Танаки. Тогда же вышел и OVA-сериал RG Veda (яп. 聖伝-RG VEDA- Сэйдэн Ригу Би:та, «Риг-Веда») (1991—1992) по мотивам одноимённой манги группы CLAMP. Вышедший в 1992 году OVA-сериал Bastard!! был в большей степени ориентирован на юношескую аудиторию. Сеттинг данного аниме отличался сложной системой магических заклинаний, которая впоследствии легла в основу многих аниме в жанре фэнтези. Также в сериале используется типичный элемент аниме и манги, когда персонаж при использовании боевого приёма произносит его название вслух. В OVA Dragon Half (1993) сочетались фэнтези и современность; данное сочетание сыграло большую роль в дальнейшем развитии стилистики аниме. Подъём жанра киберпанк прекращается в связи со снижением популярности, однако соответствующие аниме всё ещё продолжают выпускаться: Cyber City Oedo 808 (яп. サイバーシティ OEDO 808 Сайба: Сити О:эдо хатимарухати, «Кибер-город Эдо 808») (1990—1991), Roujin Z (яп. 老人Z Ро:дзин Дзэтто, «Старик Зет») (1991), Gunnm (яп. ガンム Гамму, «Сны оружия») (1993). В 1995 году выходит анимационный фильм «Призрак в доспехах», завоевавший большую популярность.
Продолжали выходить аниме жанра сёдзё: Kingyo Chuiho! (яп. きんぎょ注意報! Кингё тюи:хо!, «Осторожно! Золотая рыбка!») (1991—1992), Mamono Hunter Youko (яп. 魔物ハンター妖子 Мамоно Ханта: Ё:ко, «Ёко — охотница на демонов») (1991—1995), Oniisama e… (яп. おにいさまへ… Онии-сама э..., «Уважаемый старший брат») (1991—1992), Hime-chan no Ribbon (яп. 姫ちゃんのリボン Химэ-тян но рибон, «Ленточка Химэ») (1992—1993). Одним из важнейших событий в истории данного жанра стал выход в 1992 году анимационного сериала Bishoujo Senshi Sailor Moon (яп. 美少女戦士セーラームーン Бисё:дзё Сэнси Сэ:ра: Му:н, «Красавица-воин Сейлор Мун») (1992—1993), в котором сочетались жанры махо-сёдзё и сэнтай, так как героинь, обладающих волшебными силами, теперь было пятеро. В этот же период в свет вышел сёдзё-сериал «Мальчик-мармелад» (яп.  ママレード・ボーイ Мамарэ:до бо:й) (1994—1995), особенностью которого стали сложные романтические отношения большого количества персонажей. Данное аниме отличается реализмом — костюмы персонажей рисовались по образцу достижений подростковой моды того периода. Одними из самых значительных OVA-сериалов того периода стали Tenchi Muyo! (яп. 天地無用! Тэнти муё:!, «Тэнти — лишний!»), который изначально задумывался как пародия на «Звёздные войны», и Aa! Megami-sama (яп. ああっ 女神さまっ Аа! Мэгами-сама!, «Моя богиня!»), где присутствует тема предназначения персонажей друг другу. Хаяо Миядзаки и Исао Такахата продолжали создание полнометражных анимационных фильмов на студии «Гибли»: «Ещё вчера» (1991), «Порко Россо» (1992), «Помпоко: Война тануки» (1994).
После всплеска популярности предыдущих лет к началу 1990-х годов аниме переживало кризис финансирования. Бюджеты занижались и многообещающие проекты сворачивались за недостатком средств. Снижалось качество аниме-сериалов и фильмов, связанное с возвратом к проверенным временем сюжетам и конструкциям; сериалы становились короче — нормой стали аниме из 13 или 26 серий, хотя ранее эта цифра считалась минимальной. Продюсеры не хотели рисковать, поддерживая дорогостоящие экспериментальные фильмы.
В 1995 году выходит ставший впоследствии культовым телесериал «Евангелион». Его режиссировал Хидэаки Анно из студии Gainax. Сериал продолжает развитие концепций жанра меха — присутствующие в нём роботы сочетают в себе как механические детали, так и биологическую материю; в сюжете также есть намёки на божественное происхождение Евангелионов. В сериале сочетаются идеи и мотивы, интересные как поклонникам аниме, так и более широкой аудитории. В том же году вышли два других сериала — «Рубаки» режиссёра Такаси Ватанабэ, повествующий о приключениях волшебницы Лины Инверс, и Bakuretsu Hunter (яп. 爆れつ ハンター Бакурэцу ханта:, «Неистовые охотники») (1995—1996). Во всех трёх сериалах отсутствует чёткая грань между добром и злом — каждый из героев имеет свои недостатки и преследует личные цели.
Вначале размещённый в детский таймслот, «Евангелион» был крайне непопулярен, несмотря на принадлежность ко вполне симпатичному детям меха. Несколько серий спустя временной интервал трансляции был изменён, и в новом качестве «Евангелион» неожиданно завоевал внимание публики. В короткие сроки сериал стал невероятно известен в Японии, а вскоре и среди поклонников аниме по всему миру. Рассказанная сумбурно, скомкано, с использованием множества художественных приёмов история бегущего от реальности Синдзи Икари оказалась принята так хорошо, что десятки лет спустя объёмы продаж сопроводительных товаров — фигурок героев, коллекционных предметов — всё ещё достаточно велики. На 2024 год мировая прибыль превысила 2 миллиарда долларов.
Влияние «Евангелиона» на аниме-индустрию было столь велико, что породило даже ряд так называемых «пост-Евангелион» сериалов. Большинство из них также относятся к жанру меха и имеют какой-либо религиозный, философский или психологический подтекст. Примерами таких сериалов могут служить RahXephon, Brain Powered, Gasaraki, Betterman и Blue Gender. Ещё одна порождённая «Евангелионом» — или, по крайней мере, получившая благодаря этому сериалу второе дыхание, — стилизация сериалов — это «психоделика», странные или крайне необычные, спорные сериалы. После выхода аниме «Эксперименты Лэйн» (1998) полуночное телевидение стало плацдармом для многих экспериментальных сериалов.

## 2000-е годы
В начале XXI века в развитии аниме наблюдался очередной период активного роста. Аниме стало повсеместно популярным за пределами Японии, вызвав развитие соответствующей субкультуры во многих странах. Выросло как число дистрибьюторов аниме, так и количество компаний, его выпускающих. Объём их выпускаемой продукции возрастает, причём зачастую не в ущерб качеству. Повышается общий уровень качества анимации, для создания аниме и манги активно используются компьютерные технологии.
Несмотря на то, что первые фирмы, лицензирующие и распространяющие аниме на территории США, появились задолго до этого, конец 1990-х и начало 2000-х годов ознаменовались усилением позиций этих компаний и увеличением их количества. На американском рынке ситуация с лицензированием аниме стала такой, что большая часть аниме-продукции лицензируется и издаётся в пределах года с момента её выхода на экраны в Японии. Подобная заинтересованность в аниме сказывается на его финансировании в Японии: многие дистрибьюторы, например Geneon, спонсируют создание отдельных аниме-сериалов и фильмов. Ситуация с лицензированием аниме в России также изменилась в лучшую сторону: в те годы фактически с нуля возникли несколько крупных российских компаний, закупающих лицензии и распространяющих аниме.
В 2005 году в Японии насчитывалось около 430 анимационных студий, из которых 264 (более 60 %) были сосредоточены в Токио (70 из них — в районе Сугинами). Производство одной серии ТВ-аниме обходилось в среднем в 10 миллионов иен, минимальный порог — 5 миллионов. Большая часть сериалов не окупалась в телетрансляции, прибыль поступала за счёт продаж на DVD, лицензирования и производства игрушек, игр и т.д. Многие сотрудники мелких студий не получали ежемесячную заработную плату. Полнометражные аниме хуже показывали себя в кинопрокате — в период с 2001 по 2003 годы прибыль упала на 53 % (с 53,3 миллиардов иен до 33,7 миллиардов). Количество анимационных программ на японском телевидении росло: в 2002 году демонстрировалось 2748 серий, в 2003 году — уже 2850. Общая сумма продаж аниме составила 191,2 миллиардов иен, что на 10,4 % меньше аналогичного показателя 2002 года. Продажи на DVD (80 % составляло аниме и 20 % — анимация других стран) в 2004 году принесли 92,59 миллиардов иен — на 5,5 % меньше, чем в 2003 году. Растущая стоимость производства, плохая окупаемость, конкуренция со стороны Южной Кореи — всё это вынуждало японцев искать новые пути развития индустрии: расширение экспорта, создание аниме по западным заказам, более чёткая ориентация на мировой рынок. Продюсер Масао Маруяма ответил по поводу вероятного превосходства южнокорейских аниматоров, часть которых очень напряжённо работала и достигла прогресса, тем, что уровень мультипликации в Японии 2000-х годов был достигнут за 40—50 лет эволюции. С его точки зрения, чтобы корейцы продвинулись так же сильно, им нужно столько же времени. Очень большое отличие заключается в том, что аниме поддерживается развитой культурой манги, чего в Южной Корее нет в похожих масштабах, хотя там и существовали собственные комиксы, но они не могли сравниться с японскими.  
Мировой экономический кризис вызвал значительные изменения на американском рынке аниме: свернула деятельность компания Geneon Entertainment USA, серьёзные финансовые затруднения испытывала ADV Films, упразднённая в 2009 году, закрылись специализированные журналы Newtype USA и PiQ. Менеджеры компаний и независимые аналитики (в частности, Джастин Севакис, основатель Anime News Network) сходились на том, что причиной неблагоприятной ситуации было широкое распространение фэнсабов, выложенных в свободный доступ в интернет. Утверждалось, что именно фэнсабы снижали продажи официальных релизов. Если раньше они считались «бесплатной рекламой» аниме, и распространители лицензионной продукции не контролировали их существование, то позже неавторизованные электронные копии стали пропагандистским символом, обвиняемым во всех бедах отрасли. Меры борьбы с фэнсабами разнились от юридического преследования до попыток сыграть на опережение, чтобы предоставить зрителям качественную легальную альтернативу.
В 2008 году японский рынок анимационной продукции сокращался, как и годом ранее — к такому выводу пришли аналитики Института исследований развития медиа (MDRI). Согласно их подсчётам, рынок был стабильным с 1995 по 2000 годы, когда он вырос со 150 миллиардов иен (1,6 миллиарда долларов) до более чем 160 миллиардов иен (1,7 миллиарда долларов). Пиковым годом считается 2006 (241,5 миллиард иен = 2,53 миллиарда долларов), в 2007 году продажи японских и зарубежных анимационных работ принесли 230,2 миллиардов иен (2,41 миллиарда долларов). В 2008 году объём рынка анимации составил 212,9 миллиардов иен (2,26 миллиарда долларов). Сокращение рыночных показателей эксперты MDRI связывали с целым рядом факторов. Это и падение спроса на кинопоказы, и уменьшение производства DVD, и снижение доходности ТВ-рекламы, ведущее к сокращению числа аниме-сериалов в эфире. В 2008 году сборы кинотеатров упали по сравнению с прошлым годом; практически не росли объёмы проката DVD. Выводы сотрудников MDRI подтверждал доклад Японской ассоциации аниматоров (AJA), отслеживающей прибыль, полученную компаниями-производителями и студиями. Ясуо Ямагути, исполнительный директор AJA, в интервью CNN назвал ещё один повод для беспокойства: по его мнению, широко распространённая практика бесплатного скачивания аниме через интернет «оказывает убийственный эффект».
С развитием технологий в аниме всё чаще используется компьютерная графика. Например, в сериале Gantz 2004 года. В современном аниме изображение переводится в компьютерный формат, либо рисуется сразу при помощи графических планшетов. Вся работа по комбинации изображений, созданию анимации, наложению звука и музыки проводится в цифровой форме. 
С увеличением числа производимых сериалов повышается и количество нестандартных, экспериментальных лент. Обычная для аниме свобода творчества режиссёра даёт возможность воплощать в жизнь самые неожиданные идеи. Однако не убывает и число традиционных сериалов, сделанных по всем канонам жанров. Часто такие произведения даже вырождаются в шаблонное творчество, не представляющее собой, по мнению многих, ничего стоящего. Тем не менее некоторые сериалы, выглядящие полностью стереотипно, оказываются в итоге весьма необычны и обретают немалую популярность. Таковы Love Hina (2000) и School Rumble (2005).
Растущая популярность, с другой стороны, стала причиной возникновения такого явления, как аниме, направленное исключительно на аудиторию отаку. После невероятного успеха «Евангелиона» 1990-х годов многие студии пробовали себя в создании сериалов, которые могут стать для поклонников японской анимации «классикой». Другое направление развития, активно используемое в последнее время — фансервис. В видеоряд такого аниме встраивают кадры эротического содержания или даже посвящают эротике целиком весь сериал, сохраняя при этом некий сюжет. Примерами аниме с ярко выраженным фансервисом такого рода могут служить «Жаркое лето» (2003) и Hand Maid May (2003). Иногда аниме базируется на популярных японских эротических видеоиграх в жанре «симулятор свиданий», однако такие экранизации могут быть и вполне серьёзными работами, как например Kanon (2002).
Ещё один вариант фансервиса — упоминание в сериале культуры отаку, в некоторых случаях — демонстрация их «необычности» и «отстранённости от остального мира». Зародившееся ещё в 1980-е годы с Otaku no Video студии Gainax направление в последние годы пополнилось несколькими достойными работами, подчас исследующими отаку на вполне серьёзном уровне. Например, Genshiken (2004) целиком посвящён субкультуре поклонников японской развлекательной продукции.
Хаяо Миядзаки в 2000-е годы выпустил три фильма: «Унесённые призраками» (2001), получивший премию «Оскар» за лучший анимационный полнометражный фильм, «Ходячий замок» (2004) и «Рыбка Поньо на утёсе» (2008).
Необычным феноменом этих лет стал японский аниматор Макото Синкай, создавший свои первые короткометражные аниме-фильмы «Она и её кот» (1999, 5 мин.) и «Голос далёкой звезды» (2002, 30 мин.) в одиночку или при помощи друга. Получив, таким образом, внимание общественности и финансирование, в 2004 году он выпустил полнометражный полуторачасовой фильм «За облаками» (Beyond the Clouds, the Promised Place). Другим примером «ручной» работы над фильмом стало творчество лауреата «Оскара» за 2009 год Кунио Като. Его фильмы имеют философский подтекст и предназначены для взрослой аудитории. Ярким явлением стали фильмы режиссёра Мамору Хосоды «Девочка, покорившая время» и «Летние войны».
Среди аниме 2000-х годов выделяются «Тетрадь смерти», «Монстр», «Гуррен-Лаганн», «Стальной алхимик», One Piece, «Самурай Чамплу», «Наруто», «Блич», Code Geass, InuYasha и Yu-Gi-Oh!.

## 2010-е годы
Процесс развития характеризуется, с одной стороны, дальнейшим повсеместным использованием компьютерной графики, с другой, усилением роли потоковых сервисов Amazon Prime Video, Crunchyroll и Netflix. Зрители предпочитают фэнтезийные аниме вроде Granblue Fantasy The Animation, а на картины, подобные «Берсерку», спрос ограниченный, поэтому сложился замкнутый круг: ниже рейтинги — меньше денег — хуже анимация — ещё ниже рейтинги. Аниме-индустрия переживает кризис.
В 2014 году Studio Ghibli прекратила регулярный выпуск полнометражных мультфильмов. В 2015 году Хидэаки Анно заявил, что через 20 лет «ситуация в Японии не позволит беззаботно заниматься созданием аниме, ни о чём не думая». По его мнению, центром производства станут Тайвань и другие страны Азии. Среди них назывались также Таиланд, Малайзия и Вьетнам, в которых много молодых энергичных аниматоров, прошедших обучение в западных компаниях. С 2018 года Китай, ранее бывший партнёром японских студий, активно сосредоточился на производстве собственной анимации. Ухудшение качества работы в Японии может привести к стагнации в отрасли. Система производственных комитетов эффективна для снижения рисков, но не на мировом рынке. Японская ассоциация аниматоров и режиссёров указала на то, что условия труда рядовых сотрудников до сих пор остаются тяжёлыми (незаконные сверхурочные работы), а заработная плата — низкой.
Несмотря на сложности, известные работы продолжали выходить, открывались и новые студии. В 2016 году Макото Синкай выпустил самое кассовое аниме десятилетия — «Твоё имя», а в 2019 году — «Дитя погоды». Согласно докладу министерства внутренних дел Японии, в 2018 году аниме составляло более 80 % экспорта вещательного контента. Тогда же Netflix за большие деньги приобрёл права на показ «Евангелиона», который утратил американскую лицензию с 2009 года после закрытия ADV. В 2019 году HBO Max купил разрешение на трансляцию аниме Studio Ghibli.
Серьёзным происшествием был совершённый 18 июля 2019 года поджог студии Kyoto Animation, ставший одним из самых смертоносных пожаров в японской истории (погибло 36 человек, в том числе двое ведущих режиссёров студии и двое заметных художников-постановщиков). 25 января 2024 года преступник Синдзи Аоба был приговорён к смертной казни.
В списках лучших аниме десятилетия, составленных сайтами Сrunchyroll, Funimation, IGN и Polygon, присутствуют следующие: «Дюрарара!!», Haikyu!!, «Атака на титанов», Mahou Shoujo Madoka Magica, Hunter × Hunter, JoJo’s Bizarre Adventure, Kill la Kill, Space Dandy, «Ванпанчмен», «Врата;Штейна», «Токийский гуль», «Моя геройская академия», Dragon Ball Super, «Re:Zero. Жизнь с нуля в альтернативном мире», Fate/Zero, Sword Art Online, «Твоё имя» и «Истребитель демонов».

## 2020-е годы
Пандемия COVID-19 оказала влияние как на производственный процесс, так и на выпуск новых сериалов и фильмов. Перенесены Fate/stay night: Heaven’s Feel III. spring song, Evangelion: 3.0+1.0, третий сезон My Youth Romantic Comedy Is Wrong, As I Expected, второй сезон No Guns Life, второй сезон «Re:Zero. Жизнь с нуля в альтернативном мире», Sword Art Online: Alicization — War of Underworld, второй фильм «Вайолет Эвергарден», выход многих уже запущенных в эфир сериалов был приостановлен. Также отменён фестиваль Anime Expo 2020. Поскольку во время пандемии возросла роль Netflix, некоторые японские студии начали испытывать трудности с продажей прав на сопутствующую продукцию (прибыль часто зависит от товаров, а не от показа); потоковый сервис может легко переключиться на китайские и корейские компании, где возрастает качество производства. Режим чрезвычайной ситуации заставил перейти в онлайн-формат и к удалённой работе. Транслировать аниме на телевидении стало сложнее, потому что образовался избыток сериалов и недостаток времени для их показа. 
На фоне этого о расширении анимационного бизнеса за рубежом заявила корпорация Sony, используя Aniplex, Animax, Сrunchyroll, Funimation и бренд PlayStation, дистрибуция осуществляется на английском и китайском языках. На фестивале AnimeJapan 2021 Netflix анонсировал выпуск 40 новых аниме. Цифру 40 аниме в год обозначила Kadokawa в планах на 2023 год. Премьер-министр Фумио Кисида обещал повысить доходы работников индустрии. После 2022 года усилится зависимость от США: не только Netflix, Crunchyroll, Disney+, но и HBO Max, Peacock, а также Apple TV+ пытаются контролировать производство. Вполне вероятно, что японская монополия на аниме закончится, а создание и выпуск станут более глобальными. По словам Ёсиюки Томино, критическая ситуация сложилась из-за развития цифровых технологий. Очевидной угрозой является анимация из Китая, где за 10 лет выросло поколение профессионалов. Есть ощущение, что Япония полностью проиграет с точки зрения бизнеса. Мамору Осии добавил, что около 95 % аниме-сериалов становятся невостребованными после выхода в эфир, ёмкость серверов небезграничная, поэтому невозможно хранить все цифровые файлы. Они исчезают как расходные материалы. В 2023 году закрывается компания Tokyo Laboratory, где находились 20 тысяч архивных оригиналов аниме, большая часть которых из-за невостребованности подлежит уничтожению.
В 2021 году компании Big West, Studio Nue и Harmony Gold USA урегулировали многолетний судебный спор о правах на франшизы Macross и Robotech, благодаря чему стало возможно их распространение по всему миру. В 2022 году Kadokawa приобрела известный сайт Anime News Network. По данным японской ассоциации аниматоров, рынок восстановился в 2021 году после спада во время пандемии и вырос до 2,74 трлн иен (20,5 млрд долларов). Высоких показателей удалось достичь благодаря активному распространению видеопродукции, в том числе за рубежом, и продажам сопутствующих товаров. Ожидается, что спрос будет увеличиваться. Поэтому для отрасли есть проблема в поиске новой стратегии. Но по словам бывшего продюсера Gainax Тосио Окады, аниматоры всё равно получают мало, хотя индустрия привлекает больше денег, чем когда-либо. Это связано с тем, что производственный комитет ограничивает бюджеты аниме. Главный инвестор заранее определяет максимальную сумму, которую каждая компания в комитете может потратить пропорционально. Крупные инвестиции обычно не принимаются от иностранных компаний после определения бюджета, а японские дробятся на отдельные проекты. Подобное ограничение заставляет некоторых создателей заниматься краудфандингом. 90 % фазовой анимации и финальной обработки сериалов выполняются за границей, в том числе в Китае. Согласно опросу 2023 года, проведённому японской ассоциацией аниматоров и режиссёров, 17 % сотрудников заявили, что страдали психическими расстройствами, включая депрессию, 66 % устали физически, 68 % морально. Чем ближе дедлайн, тем длиннее рабочее время.
В 2024 году саудовская компания Manga Productions заявила, что арабский мир благодаря своим молодым талантам превратился из потребителя в экспортёра аниме на глобальном уровне. В 2022 году число зрителей составляло примерно 13 миллионов человек в стране и 60 миллионов арабоязычных пользователей в целом. К 2030 году прогнозируется, что показатели индустрии аниме и компьютерных игр Саудовской Аравии превысят 6,5 миллиардов долларов. Кроме того, Warner Bros. Discovery намерена увеличить финансирование азиатского подразделения, которое занимается производством аниме и располагает студией в Японии. Задача — охватить аудиторию от 18 до 30 лет и выпускать до десяти сериалов в год. Правительство Японии внесло изменения в стратегию Cool Japan и планирует к 2033 году расширить объём зарубежного рынка аниме, игр и других творческих отраслей до 20 триллионов иен (129 миллиардов долларов). В 2022 году их прибыль составила 4,7 триллиона иен (30 миллиардов долларов), эта цифра сопоставима со стоимостью экспорта сталелитейной промышленности страны. Предприняты меры по борьбе с пиратством в аниме и манге, а также поддельной продукцией, для чего планируется использовать искусственный интеллект, сканирующий интернет на наличие сайтов с нелегальным контентом, убытки от которого составляют миллиарды долларов ежегодно. Несмотря на мировую популярность аниме и успех Studio Ghibli, награждённой почётной Золотой пальмовой ветвью Каннского кинофестиваля, на 2024 год остаются нерешённые проблемы: низкая заработная плата и неблагоприятные условия труда молодых начинающих аниматоров, нехватка наставников, дисбаланс между студиями и инвесторами (издателями, дистрибьюторами, рекламодателями и игровыми компаниями), которые не только финансируют создание продукта, но и сохраняют за собой все права. Хотя правительство и разработало стратегию Cool Japan, в Японском исследовательском институте заявили, что планы не зайдут настолько далеко, чтобы создатели получили поддержку. Появилась обеспокоенность по поводу устойчивости индустрии из-за обесценивания иены по отношению к южнокорейской воне и китайскому юаню, таким образом у студий нет другого выбора, кроме сокращения прибыли или снижения стоимости отснятого материала.
По оценкам Grand View Research, объём рынка аниме в 2024 году достиг 34,22 млрд долларов, прогноз выручки в 2030 году составляет 60,07 млрд долларов, темпы роста — 9,8 %. Ожидается, что основным фактором расширения станет увеличивающийся спрос на интернет-дистрибуцию и игровые приложения — значительную часть зарубежных продаж Японии. Кроме того, этому будут способствовать достижения в области новейших технологий, включая искусственный интеллект, виртуальную реальность, дополненную реальность, Интернет вещей, а также рост располагаемого дохода. Распространение аниме-контента осуществляется через потоковые платформы OTT, комиксы, телевидение, игры и социальные сети. В 2023 году мерчандайзинг лидировал на рынке и удерживал долю прибыли более 30 %. Среди жанров самый большой сегмент у приключенческого экшена, что объясняется широкой привлекательностью и устойчивой популярностью. Не исключено, что с 2024 по 2030 годы в среднегодовой темп роста войдут научная фантастика и фэнтези. В Японии насчитывается более 600 аниме-студий, из них в Токио находится свыше 500, что делает его центром индустрии. Ключевые компании: Pierrot, Production I.G, Studio Ghibli, Bandai Namco Filmworks, Toei Animation, Bones, Kyoto Animation, Madhouse, Crunchyroll (Sony Pictures Entertainment), P.A. Works, Good Smile Company, Discotek Media, Sentai Holdings (AMC Networks), Viz Media, Ufotable и Atomic Flare. Президент Crunchyroll Раул Пурини, отвечая на вопрос о будущем развитии, сказал, что нужно подумать о новых способах рассказывания аниме-историй, отличающихся от традиционных, поскольку молодое поколение привыкло смотреть короткие двух-четырёхминутные видеоролики (например, в TikTok), быстро переключая их. 
В 2024 году рабочая группа Совета по правам человека ООН раскритиковала аниме-индустрию за плохое обращение с работниками, а также за случаи сексуального насилия и домогательств в развлекательном бизнесе. В майском докладе были упомянуты чрезмерно долгий рабочий день, низкая оплата труда и пренебрежение правами на интеллектуальную собственность творческих работников, большинство которых являются фрилансерами. В ноябре 2024 года в Японии вступил в силу закон, направленный на их защиту, обязывая компании предоставлять всем работникам письменные контракты, включая подробные сведения о заработной плате. Правительство усилило надзор, а регулирующие органы призвали сотрудников сообщать о нарушениях закона. Но в отличие от Голливуда, большинство японских актёров озвучивания и аниматоров не состоят в профсоюзах, поскольку участие в них подразумевает массовые собрания и переговоры с руководством. Фрилансеры не решаются узнать, сколько им платят за поставленную задачу, из страха упущенных возможностей. Существуют риски, что низкие стандарты социального управления в отрасли могут сорвать потенциальные сделки или отпугнуть инвесторов в будущем. Одной из ключевых проблем является большое количество людей, готовых терпеть плохие условия, чтобы заниматься тем видом искусства, который они любят с детства. Попадание в отрасль остаётся высококонкурентным. Сокращение демографических показателей и технологические инновации, включая ИИ, также приносят изменения и бросают вызов. Японский исследовательский институт ожидает нехватку рабочей силы среди аниматоров, оценивая их число примерно в 5600 к 2030 году по сравнению с около 6200 в 2019 году. Студии обращаются за рубеж, Toei Animation направляет 70 % производства анимации в филиал на Филиппинах, хотя важнейшие процессы осуществляются в Японии. Имеются опасения, что ИИ заменит рабочие места, особенно на начальном уровне, отталкивая молодых художников. Однако аналитики видят в этих тенденциях и положительную сторону, прогнозируя более здоровый рынок, где компании обеспечивают высокие ставки за сложный труд, а консолидация небольших студий может повлиять на производственные комитеты. С другой стороны, реальные преобразования потребуют от работников действий, а не ожиданий, что законы автоматически защитят их.
Самым кассовым аниме-фильмом в истории стал «Истребитель демонов: Поезд „Бесконечный“» (2020). В 2024 году фильм Хаяо Миядзаки «Мальчик и птица» получил премию «Оскар» за лучший анимационный полнометражный фильм.